# Balletto Mariinskij
Il Corpo di ballo del teatro Mariinskij (in russo Балетная труппа Мариинского театра?, Baletnaja truppa Mariinskogo teatra), più sinteticamente Balletto Mariinskij, affiliato al Teatro Mariinskij di San Pietroburgo, è una della più famose compagnie di balletto della storia. La compagnia era anche conosciuta come Balletto Imperiale, negli anni prima del 1900. Sotto questa denominazione fu direttore Nikoláj Grigor'evič Sergéev.
In seguito all'assassinio di Sergej Kirov, nel 1934, la compagnia fu rinominata Kirov Ballet, ma riconvertita al nome originale nel 1991 dopo la caduta del comunismo. La compagnia di balletto ha conservato comunque il nome Kirov con il quale era conosciuta in tutto il mondo.
Pertanto oggi esistono:
- The Kirov Ballet of the Mariinsky Theatre (il nome Kirov viene però usato solamente in tournée fuori della Russia)
- The Mariinsky Theatre (che dispone di propria orchestra, cantanti lirici, balletto, accademia di formazione giovani artisti oltre a tutti i reparti interni e servizi inerenti alle necessità di un grande teatro (scenografie, sartorie, tecnici, ecc.)

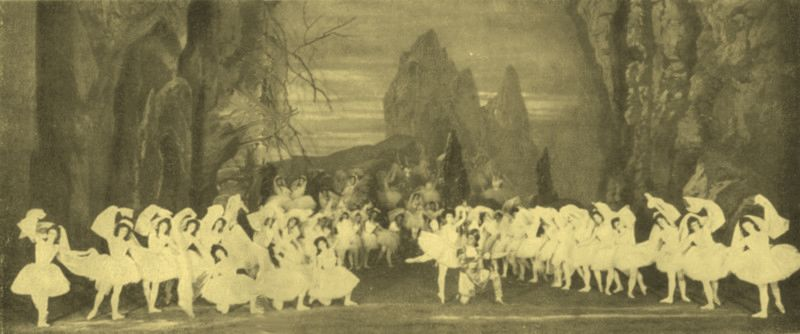
Balletto Mariinskij - "La Bayadère" - 1900

## Ballerini celebri
- Carlotta Brianza
- Pavel Gerdt, primo danzatore nobile
- Michel Fokine
- Julija Machalina, prima ballerina
- Galina Mezenceva, prima ballerina
- Viktorija Terëškina, prima ballerina